# Черч-авеню (линия Ностранд-авеню, Ай-ар-ти)
|   |   |   |   |
| · | · | · | · |

|   |   |   |   |
| · | · | · | · |

«Черч-авеню» (англ. Church Avenue) — станция Нью-Йоркского метрополитена, расположенная на линии Ностранд-авеню, Ай-ар-ти. Станция находится на пересечении Черч-авеню и Ностранд-авеню в округе Флэтбуш, Бруклин. На станции останавливаются маршруты 2 (круглосуточно) и 5 (в будни днём).
Эта станция была открыта 23 августа 1920 года. Представлена двумя боковыми платформами и двумя путями между ними. Путевые стены покрыты плиткой с коричнево-зелёной декоративной линией и вставками, полностью повторяющими вставки 1920-х годов. На них изображена буква "C": первая буква названия станции. Также имеются мозаики с полным названием станции "CHURCH AVE". Оригинальная плитка и вставки были заменены аналогичными в ходе реконструкции станции в 1997 году. Кроме того, в ходе реконструкции 1997 года под оригинальными декоративными линиями появились новые жёлто-зелёные полосы. А в 2001 году между старой и новой линиями появились картины художника Луи Дельзарте под названием "Переходы" (англ. Transitions). Составленные из цветного стекла и стеклянной мозаики, они изображают повседневные сцены из жизни разных народов мира. Балочные колонны станции окрашены в тёмно-синий цвет, и на них также имеется название станции в виде чёрных табличек.

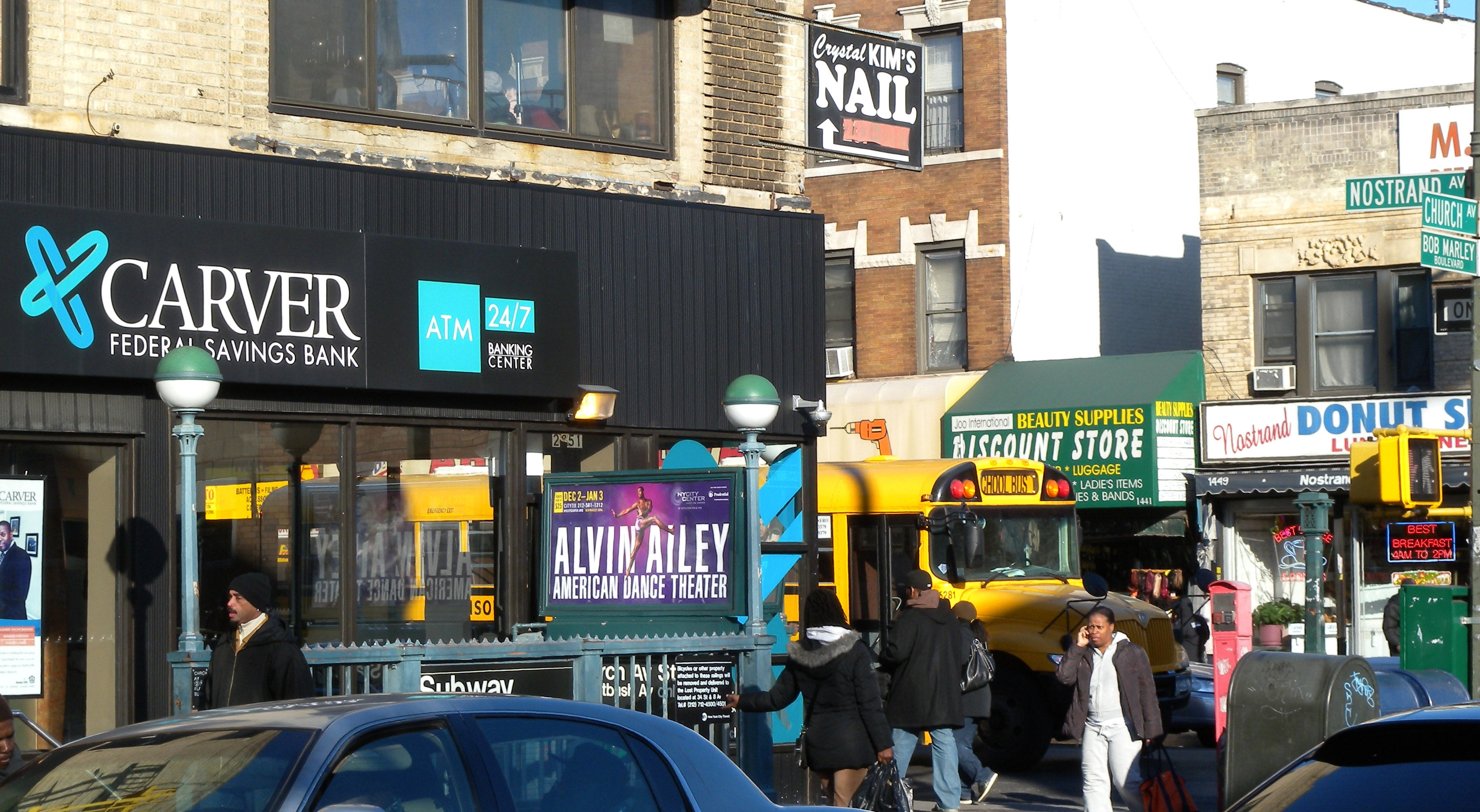
Выход с платформы южного направления.

Каждая платформа имеет свою зону оплаты. Поэтому бесплатный переход между направлениями невозможен. Выход с платформы в сторону Манхэттена представляет собой несколько турникетов, расположенных на уровне платформы, и две лестницы, ведущие в северо-восточный и юго-восточный углы перекрёстка Чётч-авеню и Ностранд-авеню. Также здесь имеется лифт для инвалидов, ведущий в юго-восточный угол названного перекрёстка. Зона оплаты платформы южного направления представляет собой три турникета только на выход, один полноростовый турникет и две лестницы, ведущие в северо-западный и юго-западный углы перекрёстка Чёрч-авеню и Ностранд-авеню. Здесь также имеется лифт для инвалидов, ведущий в юго-западный угол названного перекрёстка. Оба лифта были установлены в 1999 году.